# Queer Eye
Queer Eye är en amerikansk reality-tvserie vars första säsong hade premiär den 7 februari 2018 på Netflix. Det är en nyinspelning av Bravo-serien med samma namn med nya programledare: Antoni Porowski, mat- och vinexpert, Tan France, modeexpert, Karamo Brown, kulturexpert, Bobby Berk, designexpert och Jonathan Van Ness, hårexpert. I varje avsnitt möter programledarna en ny person som har behov av förändring i sitt liv. Hittills har det släppts 47 avsnitt av serien. Den femte och senaste säsongen hade premiär den 5 juni 2020. Netflix har fattat beslut om att spela in en sjätte säsong.

## Fab five
Programledarna kallas också för Fab Five och utgörs av fem experter med olika specialistområde 
- Antoni Porowski – mat- och vinexpert
- Tan France – modeexpert
- Karamo Brown - kulturexpert
- Bobby Berk - designexpert
- Jonathan Van Ness - hårexpert

## Produktion
I motsats till originalserien, som filmades i New York-området, filmades nyproduktionens två första säsonger i Atlanta och närliggande städer i Georgia. Tredje säsongen spelades in i Kansas City, Missouri och hade premiär den 15 mars 2019.
Seriens skapare David Collins har sagt att han är intresserad av att producera en säsong av Queer Eye i Mellanvästern och ta med Fab Five till sin hemstad, Cincinnati, Ohio. Collins har också sagt att en uttalad ambition med serien är att omvända republikanska stater till hbtq-vänliga stater, det vill säga att "göra röda stater rosa, en make-over i taget".

## Avsnitt
| Säsong  | Avsnitt | Releasedatum    |
| ------- | ------- | --------------- |
| 1       | 8       | 7 februari 2018 |
| 2       | 8       | 15 juni 2018    |
| Special | 1       | 21 juni 2018    |
| 3       | 8       | 15 mars 2019    |
| 4       | 8       | 19 juli 2019    |
| Japan   | 4       | 1 november 2019 |
| 5       | 10      | 5 juni 2020     |

## Mottagande
På Rotten Tomatoes har den första säsongen en betygsättning på 97 % positiva recensioner baserat på trettiotvå recensioner och ett genomsnittligt betyg på 8,23 av 10. Webbplatsens sammanlagda omdöme lyder: "Queer Eye anpassar sig efter en ny era utan att förlora sin stil, charm eller glädje, vilket visar att seriens recept förblir lika sött beroendeframkallande även efter byte av plats och programledare." På Metacritic har säsongen ett vägt medelvärde på 73 av 100, baserat på nio kritiker, vilket indikerar "allmänt gynnsamma recensioner".
Den andra säsongen har 87 % positiva recensioner på Rotten Tomatoes, baserat på trettio recensioner, och ett genomsnittligt betyg på 8,36 av 10. Webbplatsens sammanlagda omdöme lyder: "Uppriktig och älskvärd, Queer Eyes tårframkallande skildringar fortsätter att utmana sociala normer - och i sina bästa stunder även Fab Five själva." På Metacritic har säsongen fått 79 av 100 poäng, baserat på åtta kritiker, vilket indikerar "allmänt gynnsamma recensioner".
Den tredje säsongen har 92 % positiva recensioner på Rotten Tomatoes, baserat på tolv recensioner, med ett genomsnittligt betyg på 8 av 10. Webbplatsen sammanlagda omdöme lyder: "Mer bekräftande och upplyftande än någonsin."
Den fjärde säsongen har 92 % positiva recensioner baserat på tolv recensioner med ett genomsnittligt betyg på 8 av 10 på Rotten Tomatoes.
För den femte säsongen rapporterade Rotten Tomatoes 100 % positiva recensioner baserat på sex recensioner, med ett genomsnittligt betyg på 8/10 för den femte säsongen.

## Utmärkelser och nomineringar
Serien är rikligt nominerad och prisad på olika galor. Den vann bland annat tre priser på Primetime Emmy Awards 2018 och fyra priser 2019.

## Andra framträdanden
Fab Five har spelat fiktiva versioner av sig själva i den animerade serien, Big Mouth.

Fab Five medverkar som animerade seriefigurer i den amerikanska sångaren och rapparen Lizzos musikvideo, Soulmate. Musikvideon släpptes i slutet av juni 2020 för att fira pride-månaden.

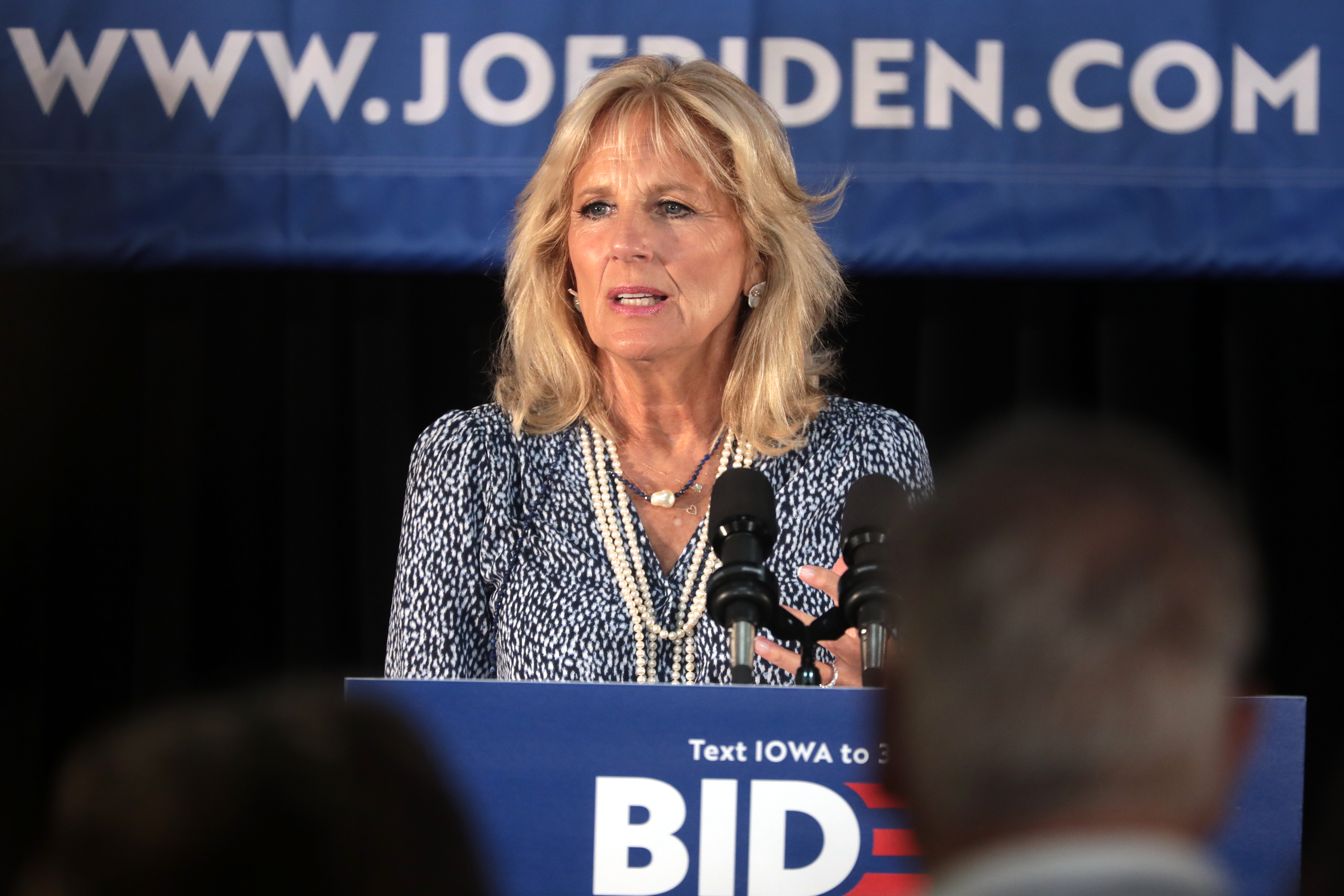
Jill Biden vid ett kampanjmöte.

 Programledarna medverkade också i Taylor Swifts musikvideo "You Need to Calm Down" i juni 2019, tillsammans med flera andra queera kändisar.

### Insamlingskampanj för Joe Biden
Programledarna för Queer Eye har samarbetat med Jill Biden kring hennes gräsrotsinsamling för sin make Joe Bidens amerikanska presidentkampanj den 1 september 2020. Fab five spelade in en video med Jill Biden där de framförde budskapet att en demokratisk seger inte är given och betonade vikten av att rösta på Joe Biden i presidentvalet. I videon kommenterar de specifikt Donald Trump-administrationen och lyfter frågor som hanteringen av coronaviruspandemin, miljöfrågor, samt prioriterandet av grupper som hemlösa veteraner, transpersoner och svarta.